# Драган Симеуновић (фудбалер)
Драган Симеуновић (Краљево, 17. септембар 1954) бивши је југословенски и српски фудбалер.

## Каријера
Рођен је 17. септембра 1954. године у Краљеву. Играо је на позицији голмана. Наступао је у редовима Слоге из Краљева, тадашњег друголигаша.
Био је омладински репрезентативац Србије, као и члан аматерске репрезентације Србије. Поред великог броја понуда, у јулу 1976. Симеуновић је постао члан Црвене звезде, али је после неколико месеци отишао на одслужење војног рока.
По повратку из ЈНА Симеуновић је неуморно тренирао чекајући шансу, али узалуд. Био је резерва Александру ´Дики´ Стојановићу и Живану Љуковчану. Ипак, са Црвеном звездом је освојио неколико трофеја, а на голу црвено белих је стајао на тридесетак првенствених утакмица.
Као позајмљени играч стао је на гол Трепче из Косовске Митровице, а носио је дрес скопског Вардара и ОФК Београда.
Као интернационалац каријеру је наставио у Грчкој, играјући за Каламарију и Волос.
Бранио је једном за А репрезентацију Југославије: 30. марта 1980. против Румуније у Београду.

## Успеси
- Црвена звезда
  - Првенство Југославије: 1977, 1981.
  - Куп Југославије: 1982.